# Метличка
Метли́чка (болг. Метличка) — село в Кирджалійській області Болгарії. Входить до складу общини Кирково.

## Населення
За даними перепису населення 2011 року у селі проживали 30 осіб, усі — турки.
Розподіл населення за віком у 2011 році:
Динаміка населення: